# Доржу, Александр Хертекович
Александр Хертекович Доржу (род. 26 декабря 1958, Барун-Хемчикский район, Тувинская автономная область) — советский борец вольного стиля, чемпион и призёр чемпионатов СССР, чемпион Европы, призёр чемпионата мира, обладатель и призёр Кубка мира, Заслуженный мастер спорта СССР, тренер, спортивный организатор.

## Биография
Родился в селе Барлык (Барун-Хемчикский кожуун Республика Тыва). В детстве увлекался борьбой, побеждал в схватках соперников старше и тяжелее себя. После окончания 8-го класса продолжил учёбу в ГПТУ № 4 г. Кызыла, где сначала занимался боксом. Здесь Александра пригласил в секцию вольной борьбы тренер Михаил Оюн. Через год тренером Доржу стал брат Михаила Валерий.
Член сборной команды страны в 1983—1986 годах. В 1986 году оставил большой спорт.
Выпускник Кызылского государственного педагогического института 1988 года. Тренер-преподаватель ДЮСШ Спорткомитета Тувинской АССР в 1979—1998 годах. Сначала тренер и заместитель директора, а впоследствии директор Школы высшего спортивного мастерства Республики Тыва. Работал заместителем министра по делам молодёжи и спорта. По состоянию на 2018 год работает директором УОР.
Имя Александра Доржу занесено в государственную книгу «Заслуженные люди Тувы XX века». Он Заслуженный работник Республики Тыва. В декабре 2018 года по случаю 60-летнего юбилея Доржу прошёл турнир по быстрым шахматам среди борцов-ветеранов.

## Спортивные результаты
- Чемпионат СССР по вольной борьбе 1983 года — ;
- Чемпионат СССР по вольной борьбе 1984 года — ;